# Dendrochilum viride
Dendrochilum viride är en orkidéart som beskrevs av Gunnar Seidenfaden. Dendrochilum viride ingår i släktet Dendrochilum och familjen orkidéer. Inga underarter finns listade i Catalogue of Life.